# حليب أسود
حليب أسود هي رواية للكاتبة التركية ألف شفق أشبه بالمذكرات عن الأمومة والكتابة واكتئاب ما بعد الولادة  صدرت عام 2007 باللغة التركية. فيما صدرت مترجمة إلى العربية عام 2016 عن دار مسكيلياني في تونس بترجمة أحمد العلي.
كتبت الدكتورة بدرية البشر على ظهر الغلاف: 
ليس حليب اسود مجرد رحلة في تجربة اكتئاب ما بعد الولادة أو سيرة ذاتية لأم مبدعة تصادف أن توقف قلمها عن إنجاب الكلمات عندما أنجبت طفلها، بل هو تجربة وعي لما يمكن أن يحدث حين تتصارع الأنثى التي تلد الكلمات والأنثى التي تلد الأطفال وكيف يشقق هذا الصراع المبدعة إلى كيانات متعددة تحرمها من السلام والصفاء وحالة الرضا ويجعلها كما كتبت شفاق: في هوس دائم بشأن الدرب الذي أهملت اختياره. وإلى جانب المتعة وخفة الروح والطرافة في هذا الكتاب فإنه يعيننا نحن النساء لنتصالح مع ذواتنا المتشظية إلى ذوات وذوات وبأسلوب لا يثير الأسى. تكتب إليف شافاق ببراءه تشبه براءة أفلام الكرتون التي تصور الجميع ابرياء أو بشرًا في النهاية وتجعلنا نتعاطف معهم